# Анисков, Василий Иванович
Василий Иванович Анисков (21 апреля 1906 — 27 сентября 1980)  — советский хозяйственный деятель, военный строитель, инженер-полковник (1942).

## Биография
Родился в 1906 году в селе Часлово. Член КПСС.
Выпускник Московского инженерно-строительного института имени Куйбышева, факультет «Промышленное строительство».
С 1926 года — на хозяйственной работе. В конце 1920-х гг. — на строительстве Каширской ГРЭС. Затем был на ответственных должностях в промышленном строительстве СССР, в специальных войсках Советской Армии. 
На военной службе с 4 декабря 1937 по 7 декабря 1963 года. Воинское звание инженер-полковник (1942).
В 1941 году возглавлял 8-е управление полевого строительства в районе Кирова. Являлся руководителем передислокации военных заводов за Урал, восстановлении нефтеперерабатывающих заводов в Грозном.
Затем являлся руководителем на строительстве объектов в Гурьеве и Куйбышеве, начальником строительства ряда научных объектов ядерной отрасли СССР (крупный исследовательский центр в Горьковской области, научный городок в посёлке Обнинское Калужской области, научно-исследовательский центр в посёлке Ново-Иваньково Калининской области).
Впоследствии — начальник Управления Госстроя, начальник Управления Министерства промышленного строительства СССР.
За трудовые подвиги был награждён дважды орденом  Ленина, трижды орденом Трудового Красного знамени, имеет два ордена Красной Звезды и множество медалей.
Умер в Москве 27 сентября 1980 года. Похоронен на Ваганьковском кладбище.